# 鹿野藩
鹿野藩（しかのはん）は、因幡国気多郡内において江戸時代初頭に存在した藩。鹿野城（現在の鳥取県鳥取市鹿野町鹿野）が政庁となっていた。

## 藩史
尼子氏の遺臣・亀井茲矩が豊臣秀吉に1万3500石を与えられ、天正10年（1582年）より鹿野城主となりこの地を治めたことに始まる。
慶長5年（1600年）茲矩は関ヶ原の戦いに於いて東軍方についたため2万4500石を加増され、3万8000石を領することとなった。2代・政矩はさらに5000石を加え、4万3000石を領した。元和元年（1617年）、政矩は石見津和野藩に国替えとなり、鹿野は鳥取藩の領地となった。
寛永17年（1640年）、播磨山崎藩主池田輝澄はお家騒動（池田騒動）を起こして鳥取藩預けとなったが、堪忍料として1万石を与えられ、ここに鹿野藩が再立藩した。寛文2年（1662年）、輝澄の跡を継いだ政直は播磨福本へ移り、鹿野藩は再び廃藩となって鳥取藩領に戻された。
なお、貞享2年（1685年）に鳥取藩から新田分知を受けて成立した鳥取東館新田藩が、明治元年（1868年）12月10日に鹿奴（鹿野）陣屋を藩庁と定めており、「鹿奴藩」と呼ばれている。

## 歴代藩主
亀井家
3万8000石→4万3000石、外様（1600年 - 1617年）
1. 茲矩
2. 政矩 4万3000石に加増

池田家
1万石、外様（1640年 - 1662年）
1. 輝澄